# 김현준 (가수)
김현준(본명: 김철, 1958년 2월 8일 ~ )은 대한민국의 가수이다.

## 음반
- 1982년 1집 내 인생은 나의 것
- 2007년 정규 친구야